# 市镇 (阿尔及利亚)
市镇（阿拉伯语：‎）是阿尔及利亚的三级行政单位，在省（‎）和区（‎）之下。截至2002年，该国有1541个市镇。